# جبل بايكتو
جبال تشانغباي(باللغة الصينية: 长白山-وتعني الجبال الطويلة البيضاء، باللغة الكورية:(백두산) تفصل مقاطعة جيلين في شمال شرق الصين عن كوريا الشمالية. عليها 16 قمة يبلغ ارتفاع كل منها 2500 متر عن مستوى سطح البحر. قمتها الرئيسية بايتو، ويبلغ ارتفاعها 2691 متر. وتعتبر أعلى قمة في شمال الصين وشبه الجزيرة الكورية. تقع بحيرة تيانشي(باللغة الصينية: 天池) على رأس جبال بايتو وقد تشكلت من المياه المتجمعة في فوهة بركان.
جبال تشانغباي تمثل كنزاً من الموارد الطبيعية.وتشتهر بإنتاج نبات جنسنغ(بالصينية:人参) وقرن الأيل وجلدالسمور، وهذا المنتجات تعتبر من المنتجات الثمينة. ويتميز المناخ في المنطقة بأنه كثير التقلب، وتعتبر الآن من المناطق السياحية المهمة في الصين.

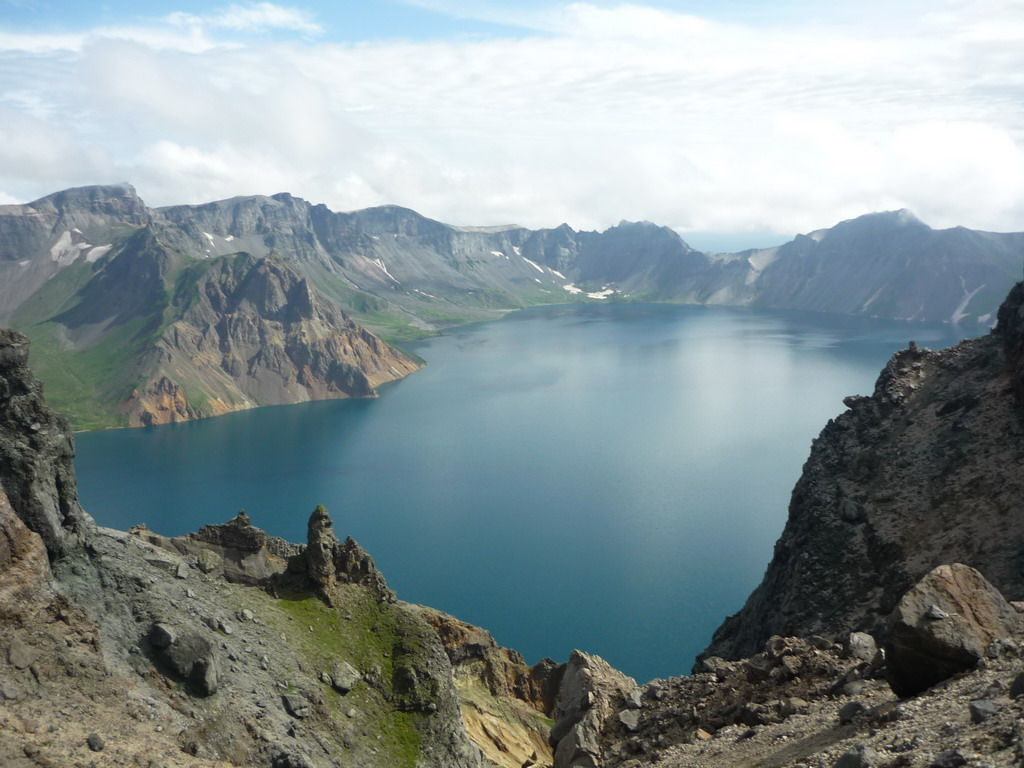
تقع بحيرة تيانشي في فوهة بركانية.

## النزاع الحدودي
وفقاً لحوليات مملكة جوسون, تم اختيار نهر يالو (鴨綠江) ونهر تمين (豆滿江) كحدود في عصر الملك تايجو مؤسس مملكة جوسون (1392 - 1408).